# تشيسترتاون (ماريلاند)
تشيسترتاون (بالإنجليزية: Chestertown, Maryland)‏ هي بلدة تقع في مقاطعة كينت (ماريلاند) بولاية ماريلاند في الولايات المتحدة. تبلغ مساحتها 7.54 (كم²)، وترتفع عن سطح البحر 6 م، بلغ عدد سكانها 5252 نسمة في عام 2010 حسب إحصاء مكتب تعداد الولايات المتحدة وتصل الكثافة السكانية فيها 779.9 نسمة/كم2.

## التركيبة السكانية
قام مكتب تعداد الولايات المتحدة بتحديد بيانات التركيبة السكانية لتشيسترتاون في تعداد الولايات المتحدة. في ما يلي، التركيبة السكانية حسب تعدادي 2000 و2010.

### تعداد عام 2000
بلغ عدد سكان تشيسترتاون 4,746 نسمة بحسب تعداد عام 2000، وبلغ عدد الأسر 1,891 أسرة وعدد العائلات 945 عائلة مقيمة في البلدة. في حين سجلت الكثافة السكانية 1,818.1 نسمة لكل ميل مربع (702.0/كم2). وبلغ عدد الوحدات السكنية 2,164 وحدة بمتوسط كثافة قدره 829.0 نسمة لكل ميل مربع (320.1/كم2).
وتوزع التركيب العرقي للبلدة بنسبة 74.46% من البيض و 0.15% من الأمريكيين الأصليين و 1.62% من الأمريكيين ذوي الأصول الآسيوية و 0.11% من سكان جزر المحيط الهادئ و 21.87% من الأمريكيين الأفارقة و 1.39% من عرقين مختلطين أو أكثر.
بلغ عدد الأسر 1,891 أسرة كانت نسبة 18.9% منها لديها أطفال تحت سن الثامنة عشر تعيش معهم، وبلغت نسبة الأزواج القاطنين مع بعضهم البعض 32.8% من أصل المجموع الكلي للأسر، ونسبة 14.1% من الأسر كان لديها معيلات من الإناث دون وجود شريك، وكانت نسبة 50.0% من غير العائلات. تألفت نسبة 41.6% من أصل جميع الأسر من أفراد ونسبة 19.5% كانوا يعيش معهم شخص وحيد يبلغ من العمر 65 عاماً فما فوق. وبلغ متوسط حجم الأسرة المعيشية 2.61، أما متوسط حجم العائلات فبلغ 1.96.
بلغ العمر الوسطي للسكان 38 عاماً. وكانت نسبة 13.4% من القاطنين تحت سن الثامنة عشر، وكانت نسبة 25.6% بين الثامنة عشر والأربعة وعشرون عاماً، ونسبة 18.5% كانت واقعةً في الفئة العمرية ما بين الخامسة والعشرون حتى والأربعة وأربعون عاماً، ونسبة 18.2% كانت ما بين الخامسة والأربعون حتى الرابعة والستون، ونسبة 24.2% كانت ضمن فئة الخامسة والستون عاماً فما فوق.
بلغ متوسط دخل الأسرة في البلدة 31,530 دولار، أما متوسط دخل العائلة فبلغ 40,960 دولار. وكان متوسط دخل الذكور 27,283 دولار مقابل 25,513 دولار للإناث. وسجل دخل الفرد الخاص بالبلدة 18,769 دولار.

### تعداد عام 2010
بلغ عدد سكان تشيسترتون 13,068 نسمة بحسب تعداد عام 2010، وبلغ عدد الأسر 5,029 أسرة وعدد العائلات 3,554 عائلة مقيمة في البلدة. في حين سجلت الكثافة السكانية 1,400.6 نسمة لكل ميل مربع (540.8/كم2). وبلغ عدد الوحدات السكنية 5,354 وحدة بمتوسط كثافة قدره 573.8 لكل ميل مربع (221.5/كم2).
وتوزع التركيب العرقي للبلدة بنسبة 92.7% من البيض و 0.3% من الأمريكيين الأصليين و 2.1% من الأمريكيين ذوي الأصول الآسيوية و 1.4% من الأمريكيين الأفارقة و 1.7% من عرقين مختلطين أو أكثر.
بلغ عدد الأسر 5,029 أسرة كانت نسبة 37.3% منها لديها أطفال تحت سن الثامنة عشر تعيش معهم، وبلغت نسبة الأزواج القاطنين مع بعضهم البعض 54.1% من أصل المجموع الكلي للأسر، ونسبة 11.8% من الأسر كان لديها معيلات من الإناث دون وجود شريك، بينما كانت نسبة 4.7% من الأسر لديها معيلون من الذكور دون وجود شريكة وكانت نسبة 29.3% من غير العائلات. تألفت نسبة 23.3% من أصل جميع الأسر من أفراد ونسبة 8.2% كانوا يعيش معهم شخص وحيد يبلغ من العمر 65 عاماً فما فوق. وبلغ متوسط حجم الأسرة المعيشية 3.07، أما متوسط حجم العائلات فبلغ 2.58.
بلغ العمر الوسطي للسكان 37.8 عاماً. وكانت نسبة 26.5% من القاطنين تحت سن الثامنة عشر، وكانت نسبة 7.1% بين الثامنة عشر والأربعة وعشرون عاماً، ونسبة 27.5% كانت واقعةً في الفئة العمرية ما بين الخامسة والعشرون حتى والأربعة وأربعون عاماً، ونسبة 27.5% كانت ما بين الخامسة والأربعون حتى الرابعة والستون، ونسبة 11.3% كانت ضمن فئة الخامسة والستون عاماً فما فوق. وتوزع التركيب الجنسي للسكان بنسبة 48.7% ذكور و51.3% إناث.

## وصلات خارجية
- Chestertown, Maryland
- The US50 - Cities and Towns in Maryland State
- Maryland Cities and Towns, Facts, Map, Flag, Colleges, Government, and More